# Піфагорові середні

Геометричне представлення різних математичних середніх. a, b - два числа. A = арифметичне середнє чисел 'a' і 'b'. G = геометричне середнє, H = гармонійне середнє, Q = середнє квадратичне

Порівняння арифметичних, геометричних і гармонійних середніх пар чисел. Вертикальні пунктирні лінії є асимптотами для гармонійних.

У математиці три класичні засоби Піфагорових середніх: середнє арифметичне (AM), середнє геометричне (GM) і середнє гармонійне (HM). Ці засоби були пропорційно вивчені піфагорійцями разом з пізнішим поколінням грецьких математиків, через їхню важливість у геометрії та музиці.

## Визначення
Вони визначаються так:
{\displaystyle {\begin{aligned}\operatorname {AM} \left(x_{1},\;\ldots ,\;x_{n}\right)&={\frac {1}{n}}\left(x_{1}+\;\cdots \;+x_{n}\right)\\[9pt]\operatorname {GM} \left(x_{1},\;\ldots ,\;x_{n}\right)&={\sqrt[{n}]{\left\vert x_{1}\times \,\cdots \,\times x_{n}\right\vert }}\\[9pt]\operatorname {HM} \left(x_{1},\;\ldots ,\;x_{n}\right)&={\frac {n}{\displaystyle {\frac {1}{x_{1}}}+\;\cdots \;+{\frac {1}{x_{n}}}}}\end{aligned}}}

## Властивості
Кожне значення {\textstyle \operatorname {M} } має наступні властивості:
Збереження цінності{\displaystyle \operatorname {M} (x,x,\,\ldots ,\,x)=x}
Однорідна функція першої послідовності{\displaystyle \operatorname {M} (bx_{1},\,\ldots ,\,bx_{n})=b\operatorname {M} (x_{1},\,\ldots ,\,x_{n})}
Інваріантність при перестановці{\displaystyle \operatorname {M} (\ldots ,\,x_{i},\,\ldots ,\,x_{j},\,\ldots )=\operatorname {M} (\ldots ,\,x_{j},\,\ldots ,\,x_{i},\,\ldots )}
для будь-якої {\displaystyle i} та {\displaystyle j}.
Виведення середньої величини{\displaystyle \min(x_{1},\,\ldots ,\,x_{n})\leq \operatorname {M} (x_{1},\,\ldots ,\,x_{n})\leq \max(x_{1},\,\ldots ,\,x_{n})}
Гармонійні і арифметичні середні є взаємними двійниками один одного для позитивних аргументів:
{\displaystyle \operatorname {HM} \left({\frac {1}{x_{1}}},\,\ldots ,\,{\frac {1}{x_{n}}}\right)={\frac {1}{\operatorname {AM} \left(x_{1},\,\ldots ,\,x_{n}\right)}}}
в той час як середнє геометричне — це його власна взаємна подвійність:
{\displaystyle \operatorname {GM} \left({\frac {1}{x_{1}}},\,\ldots ,\,{\frac {1}{x_{n}}}\right)={\frac {1}{\operatorname {GM} \left(x_{1},\,\ldots ,\,x_{n}\right)}}}

## Нерівності серед середніх
Існує впорядкування цих середніх (якщо всі {\displaystyle x_{i}} позитивні)
{\displaystyle \min \leq \operatorname {HM} \leq \operatorname {GM} \leq \operatorname {AM} \leq \max }
з рівноправністю, тільки якщо всі {\displaystyle x_{i}} рівні. 
Це узагальнення нерівності арифметичних і геометричних середніх і окремий випадок нерівності для середнього степеневого. Доказ випливає з арифметико-геометричної середньої нерівності, {\displaystyle \operatorname {AM} \leq \max } та взаємної подвійності ({\displaystyle \min } і {\displaystyle \max } також взаємні подвійні).
Вивчення піфагорових середніх тісно пов'язане з вивченням мажоризації й шур-опуклої функції. Гармонійними і геометричними середніми є увігнуті симетричні функції їхніх аргументів.